# 曇り

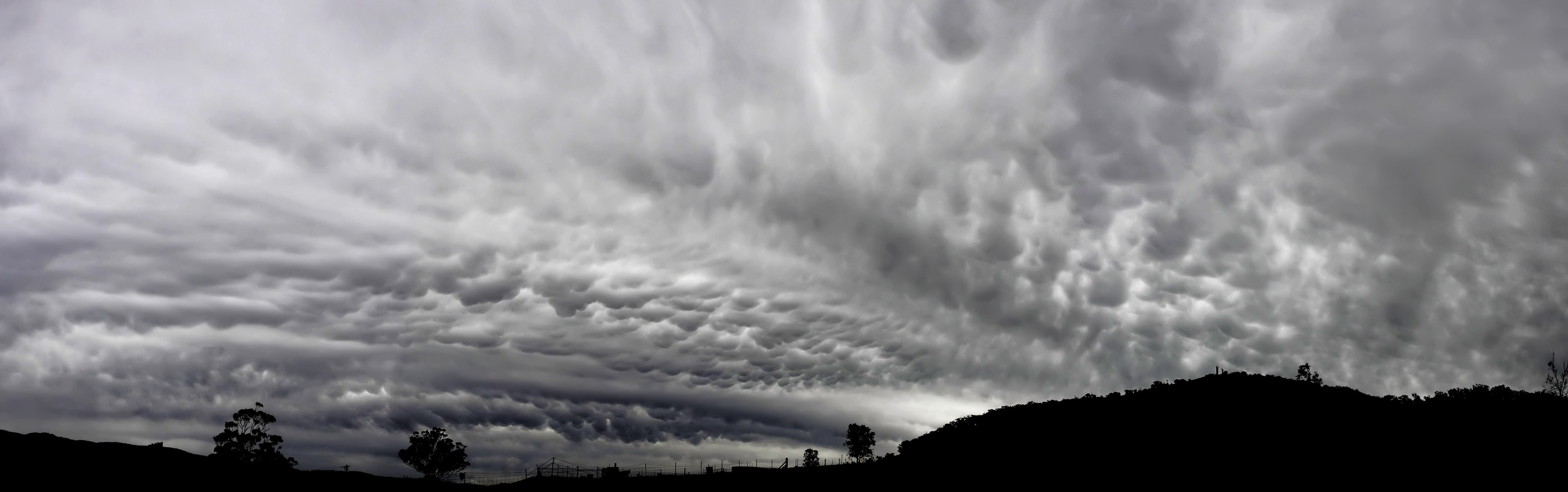
曇り空

曇り（くもり）とは空が雲で覆われていること。曇天（どんてん）とも呼ばれる。また、しばしば送り仮名が省かれる。

## 一般的な概念
黒い雲が空全体を覆ってしまい、太陽がほとんど見えない、また日が射さない状態。曇天。また天気以外では、透明なものなどが結露などによってぼんやりしていること、気持ちなどが沈んでいることなどを指す。

## 学術的定義

曇りの日本式天気記号

日本では、空全体に対して、雲が占める割合（雲量）が9割以上で、かつ降水現象がない状態として定義されている。厳密には、 上層雲（巻雲、巻積雲または巻層雲）の占める割合が中層雲＋下層雲より多い場合を「薄曇り（うすぐもり）」、中層雲＋下層雲の占める割合が上層雲より多い場合を「曇り」と呼んで区別する。また、下層雲の占める割合が上層雲+中層雲より多い場合は「本曇り」、中層雲の占める割合が他の雲量より多い場合は「高曇り」と呼ぶこともある。 
なお、天気予報では観測上の定義とは異なり、薄曇りは晴れとして扱われる。
国際的には雲量が8分率で表現されるため、雲量が8分の7以上のとき"Cloudy"（曇り）とする。
似た用語として"Overcast"があり、これも一般的な「曇り」の意味で用いられるが、航空気象分野では、定時飛行場実況気象通報式(METAR)において雲量8分の8の状態がOvercastと定義されている。